# Ghiţă Licu
Ghiță Licu (Fierbinţi, 1º dicembre 1945 – 8 aprile 2014) è stato un pallamanista rumeno.

## Palmarès

### Olimpiadi
- 3 medaglie:
  - 1 argento (Montréal 1976)
  - 2 bronzi (Monaco di Baviera 1972; Mosca 1980)

### Mondiali
- 3 medaglie:
  - 2 ori (Francia 1970; Germania Est 1974)
  - 1 bronzo (Svezia 1967)